# Bundesstraße 220
Die Bundesstraße 220 (Abkürzung: B 220) ist eine Bundesstraße im westlichsten Teil Deutschlands. Sie führt von der niederländischen Grenze, südlich von ’s-Heerenberg nach Emmerich am Rhein, überquert den Rhein auf der Rheinbrücke Emmerich und endet nach etwa zwölf Kilometern in Kleve an der B 9 und ist damit eine der kürzesten Bundesstraßen.